# Gabriël Metsustraat

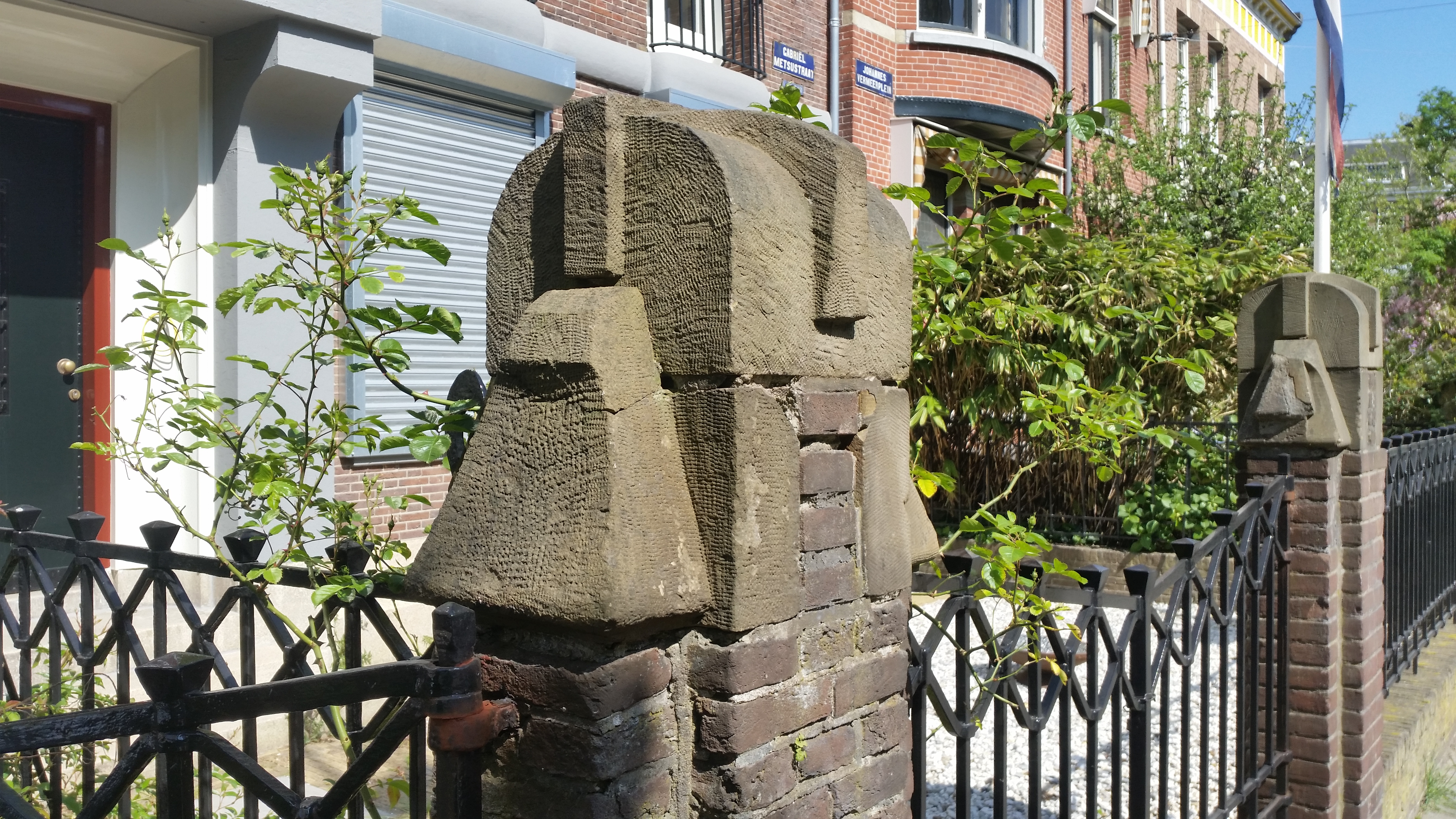
Toegangspoort van huisnummer 11-13 (april 2020)

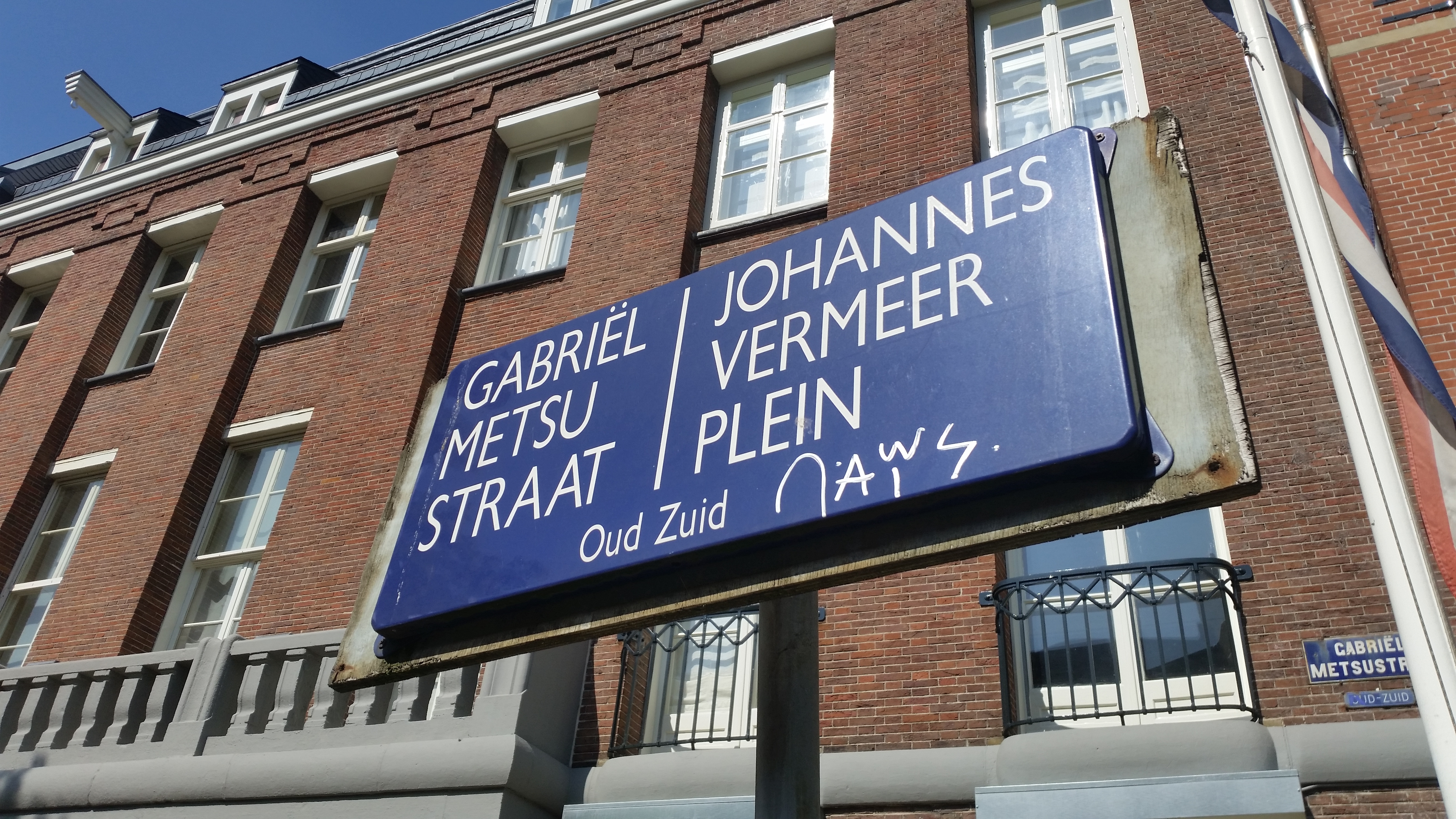
Straatnaambord, samen met Johannes Vermeerplein (april 2020)

De Gabriël Metsustraat is een straat in de Johannes Vermeerbuurt in het Museumkwartier in Amsterdam Oud-Zuid.

## Geschiedenis en ligging
De straatnaam werd 27 december 1899 aan deze straat gegeven, een vernoeming naar kunstschilder Gabriël Metsu (1632-1675). De straatnaam dook echter al in 1880 op voor wat later de Paulus Potterstraat werd genoemd. De straat, ooit "de straat tussen Van Baerlestraat en Ruysdaelkade" genoemd, loopt maar op de helft van dat traject. Ze steekt schuinweg vanaf de Van Baerlestraat (even kant)/Museumplein (oneven kant) en loop vervolgens tot het Johannes Vermeerplein.
Bekende vroegere bewoners waren Etty Hillesum (nr. 6),  Drs. P (nr. 12), Dimitri Frenkel Frank (nr. 28). Momenteel mag de straat zich rijk rekenen met een viertal veelvoudig gelauwerde kunstenaars/filmmakers die samen twee echtparen vormen en één en hetzelfde huis bewonen (respectievelijk onder- en bovenwoning): Jos de Putter, Clara van Gool, Saskia Boddeke en Peter Greenaway. 
Kunstobjecten in de openbare ruimte zijn er niet te vinden. Wel zijn er kunstzinnige stenen objecten bij het Hillehuis en staande voor de huisnummer 11-13.

## Gebouwen
Het gebrek aan kunst wordt gecompenseerd door het werk van bekende architecten, gelijkelijk over de straat verdeeld. De nummering aan de Gabriël Metsustraat is ongelijk verdeeld. Aan de noordoostzijde staan slecht twee panden met oneven huisnummers 7 en 11-13. Aan de zuidwestkant staan de even huisnummers 2 tot en met 34. Het gebouw dat huisnummer 1 had moeten dragen, staat op de hoek van het Museumplein. De ingang van het daar gevestigde consulaat van de Verenigde Staten is in de loop der jaren van de Gabriël Metsustraat naar het Museumplein 19 verhuisd.

### De gebouwen oneven zijde
- het originele gebouw aan Museumplein 19 is ontworpen door Th.G. Schill en D.H. Haverkamp en stamt uit 1912, maar is door een steeds verhoogde beveiligingsgraad behoorlijk aangepast, het is desalniettemin een rijksmonument
- Gabriël Metsustraat 7 werd in 1912 gebouwd naar een ontwerp van Christiaan Posthumus Meyjes sr. en biedt sinds de bouw onderdak aan onderwijsinstellingen
- Gabriël Metsustraat 11-13 werd in 1913 gebouw naar een ontwerp van Herman Ambrosius Jan Baanders[1]; het gebouw gaat in vloeiende gevel over in gebouwen aan het Johannes Vermeerplein.

### De gebouwen aan even zijde
- Gabriël Metsustraat 2-6 werd in 1898 gebouwd naar ontwerp van Adriaan Willem Weissman en Piet Hein van Niftrik; het kwam in 2020 in het nieuws vanwege sloopplannen, waartegen buurtbewoners en historici bezwaar aantekenden vanwege het feit dat Etty Hillesum hier aan haar dagboek had gewerkt; in onderzoek tot monumentverklaring (gegevens mei 2020)
- Gabriël Metsustraat 8 werd in 1907 gebouwd naar ontwerp van Willem Leliman; het was de Nieuwe Huishoudschool met internaat; hetgeen nog in de gevel is terug te lezen; bouwstijl is het rationalisme,  gemeentelijk monument
- Gabriël Metsustraat 12-14 zouden weer door Piet Hein van Niftrik ontworpen zijn
- Gabriël Metsustraat 16 is in 1908 gebouwd voor de Dagteeken- en Kunstambachtsschool voor Meisjes een ontwerp van Hendrik Petrus Berlage; gemeentelijk monument
- Gabriël Metsustraat 18-20 is van de hand van Ernst Roest, het vormt een geheel met de Moreelsestraat 21; gemeentelijk monument
- Gabriël Metsustraat 22-34, ofwel het Hillehuis, naar een ontwerp van Michel de Klerk voor aannemer K. Hille, rijksmonument, dat doorgaat tot op het Johannes Vermeerplein en de Nicolaes Maastraat.

## Openbaar vervoer
Van 1913-2018 reed tramlijn 16 door de straat. Van 2003 tot 2016 reed hier ook lijn 24. Alhoewel er geen reguliere tramlijn meer rijdt blijven de tramrails liggen ten behoeve van omleidingen en remiseritten. 